# Rhondia pugnax
Rhondia pugnax är en skalbaggsart som först beskrevs av Carl August Dohrn 1878. Rhondia pugnax ingår i släktet Rhondia och familjen långhorningar.
Artens utbredningsområde är Myanmar. Inga underarter finns listade i Catalogue of Life.